# Perasia copiola
Perasia copiola là một loài bướm đêm trong họ Noctuidae.